# Enemalta
Enemalta plc è un'azienda maltese, unico operatore energetico di Malta. Gestisce la Centrale elettrica di Delimara oltre che l'elettrodotto Italia-Malta e si occupa della fornitura di energia elettrica del paese. La società è controllata dal Governo di Malta mentre un terzo del capitale sociale è dell'azienda cinese Shanghai Electric.

## Storia
L'azienda è stata fondata dal governo maltese il 1º ottobre 1977 scorporando gran parte delle competenze in materia di gestione e sviluppo della rete di produzione e distribuzione energetica assegnate al Ministero dello sviluppo, dell'energia, dei porti e delle telecomunicazioni.
Nel 2010 Enemalta Co. ha firmato un contratto con l'azienda francese Nexans per la realizzazione di un elettrodotto tra Malta e l'isola italiana di Sicilia.
Nel 2014 il governo maltese ha firmato un accordo con l'azienda cinese Shanghai Electric Power Company per la vendita a quest'ultima del 33% del capitale di Enemalta per 320 milioni di euro.

## Controversie
Nel 2013 è stata aperta un'inchiesta riguardante presunti illeciti negli accordi di fornitura di petrolio da parte delle aziende francesi Trafigura e TOTSA (divisione commerciale di Total) nei primi anni 2000. In seguito all'inchiesta Enemalta ha bandito le due aziende dalle proprie procedure ad evidenza pubblica per la fornitura di petrolio. Il controllore finanziario dell'azienda Tarcisio Mifsud è stato dichiarato prosciolto dalle accuse di corruzione nel 2022.